# 近藤たま
近藤たま（こんどう たま、文久2年（1862年） - 明治19年（1886年）6月28日）は、明治時代の女性。新選組局長近藤勇の娘。母は松井つね。名は主に瓊と表記。

## 来歴
文久3年（1863年）に父・勇が浪士組として京都へ出立し、後に新選組を結成。勇は池田屋事件などで名を轟かせたが、戊辰戦争が勃発したため新政府軍により斬首に処せられた。たまは当時6歳。許嫁の宮川勇五郎（音五郎の次男）、母・つねと共に本郷村成願寺に隠れ住んでいた。
維新後は、伯父（勇の兄）・宮川音五郎に引き取られ、明治9年（1876年）に許嫁の勇五郎と結婚。勇五郎は近藤姓を継ぎ近藤勇五郎となる。
明治16年（1883年）、長男・久太郎を出産し、3年後に他界。享年25。

## 死後
勇五郎は再婚したが、明治38年（1905年）に久太郎が日露戦争で死亡したため、近藤勇の嫡流子孫は途絶えた。